# Olsen Filipaina

a Compétitions nationales et continentales officielles uniquement.

b Matchs officiels uniquement.
Olsen Filipaina, né le 23 avril 1957 à Kaikohe dans le Northland, et mort le 10 février 2022,  est un joueur de rugby à XIII international, célèbre dans les années 1980,  qui a la particularité d'avoir représenté deux nations :  la Nouvelle-Zélande puis les Samoa occidentales.
Il est considéré comme le premier joueur d'origine polynésienne à avoir réussi dans le championnat le plus compétitif du rugby à XIII australien : la NRL.

## Biographie et vie privée
Filipaina est le fils d'un boxeur samoan et d'une mère maorie. Deux de ses frères, Jerry et Alf, mènent une carrière politique à Auckland .
Filipaina vit à Sydney depuis le début de sa retraite sportive et il habite à Ryde. Il travaille à la collecte des déchets, au même emploi que celui que les Balmain Tigers  lui avait trouvé au moment de son installation en Australie. Ce  travail lui vaut le surnom de « The Galloping Garbo » (Garbo venant de l'anglais « garbage »  poubelle) les jours de matchs.
En 2007, Filipaina est désigné « Légende du rugby à XIII néo-zélandais » .
Le fils de Filipaina, Quin, joue dans l'équipe des Tigres qui dispute la « Coupe Harold Matthews » .  Un autre de ses fils, John, a été arrêté en 2006 et accusé de vol ,.
Vers la mi-janvier 2022, Filipina avait été admis à l'hôpital de Westmead pour une infection gastrique. Sa condition s'est ensuite lentement détériorée, et le 10 février, il a succombé à une défaillance rénale.

## Carrière
Filipaina commence sa carrière au club des Mangere East Hawks (en) qui dispute la « Auckland Rugby League (en) ». Il en est désigné meilleur joueur en 1977 avant de remporter le « trophée Rothville », qui récompense, là aussi,  le meilleur joueur en 1978. En 1979, il est à la fois le meilleur marqueur d'essais et le meilleur buteur de cette compétition.
Filipaina emménage à Sydney en 1980 et rejoint le club des Balmain Tigers. Il passe cinq saisons au club,  pour lequel il dispute 77 matchs et il marque  225 points. Il est particulièrement maltraité par l'entraineur anglo-saxon Frank Stranton (en) qui ne fait aucun effort pour comprendre le joueur et sa culture polynésienne faite d'humilité et de respect pour les anciens. 
Après une saison passée aux Sydney Roosters  en 1985, Filipaina joue pendant deux ans avec les North Sydney Bears. Pendant cette période passée en NRL, Filipaina affirme avoir été victime de racisme.
En 1990, Filipaina est le capitaine de l'équipe de Ryde-Eastwood (en) qui remporte la toute première  Metropolitan Cup .

## Sélections
Filipaina fait partie de la sélection d'Auckland qui bat la Grande-Bretagne, l'Australie et la France en l'espace de vingt jours en 1977.Sa première sélection pour la Nouvelle-Zélande remonte à 1977. Il sera sélectionné ensuite à deux reprises ; en 1983 et de nouveau en 1985. Il est sélectionné pour les Kiwis malgré sa participation au « championnat des équipes réserves de Sydney ». Les autorités treizistes néo-zélandaises préférant en général privilégier les joueurs évoluant dans les championnats nationaux.
Il sera l'artisan des deux victoires face à l'Australie. Et il sera désigné comme meilleur joueur de la série des confrontations entre l'Australie et la Nouvelle-Zélande en 1985.
Au total, Filipaina disputera  50 matches pour les Kiwis, dont 28 test-matchs où il a marquera 108 points. En 2010, ses 108 points le placent  à la sixième place du classement des points de la sélection néo-zèlandaise.

## Pour aller plus loin
- (en) Patrick Skene, The Big O: The Life and Times of Olsen Filipaina, Upstart Press Ltd, mai 2020, 336 p. (ISBN 1988516846)